# 東龍洲
東龍洲（英語：Tung Lung Chau）又名東龍島，舊稱南堂島，是香港西貢區最南端的島嶼，位於清水灣半島以南，香港島小西灣之東南，島嶼面積2.42平方公里。

## 名稱
由於東龍洲位於佛堂門海峽以南，古時也稱為南佛堂。島嶼西南的南堂海峽（今多寫作藍塘海峽）也是因為南堂島的名稱而得名。
佛堂門海峽以北的佛堂洲（北佛堂）因為填海關係已經與清水灣半島連在一起。
英文名稱方面，在19世紀，不止一份地圖表示該島曾名Tamtu或Tamtoo，但此名隨後消失。
該島東岸長期受風浪侵蝕，因而形成了衆多「通窿」的海蝕洞，東龍之名，即從「通窿」的諧音而來。

## 歷史及古蹟
東龍洲石刻是香港史前時期的石刻，證明該時已有人類到訪或聚居。
北宋時，東龍洲上有石塔，現已不存。南宋時，九龍蒲岡村林姓林松堅、林柏堅駕駛艚船出海遇到颱風，船毀貨失。他們兩人力挽船篷，緊抱船上祀祭的林氏大姑神主，浮到東龍洲（南佛堂），安全脫險。他們認為這是神靈保佑，便在南佛堂修建了「祭祀林氏大姑的神廟」。這個林氏大姑即後來人們所稱的天后。林松堅的兒子林道義後來又在北佛堂修建了一座同類神廟。洪聖宮的西邊的海岸自南宋和清朝曾有天后廟。洪聖宮是眾多洪聖廟之一。
東龍洲洪聖古廟，位於東龍洲南堂公眾碼頭的東面濱海處，主要供奉洪聖大王，旁邊神祇神主牌包括大慈大悲觀世音菩薩、加封護國天后元君、北方鎮武玄天上帝、玉封忠義關聖帝君、沃山得道紅面大仕、五顯靈官華光大帝、遊天得道三界聖爺、都天至富財帛星君和金花普主惠福夫人，側壁有碑記兩幅。
南宋咸淳十年六月十五日（1274年7月20日），官富場鹽官嚴益彰到南北佛堂（今東龍洲和西貢大廟灣）遊覽，並將遊覽過程及兩地天后古廟的歷史鐫石於北佛堂（今西貢大廟灣）為念，為香港最早記有確切年代的刻石。南宋景炎二年六月（1277年7月），逃難到香港地區的宋端宗一行，船隊曾停泊於佛堂門南堂古塔（在今東龍洲），其後仍駐紮在官富場（今九龍東部）。
東龍洲最南端的半島南堂尾有南堂尾燈塔，為日軍佔領香港時建造的防衛設施，約建於1941至1945年，原用作炮台以保衛維多利亞港東南面水道，燈塔以混凝土建成，炮房則在1965年改建為海事處燈塔機房。
東龍洲東部海域也是食物環境衛生署進行海葬的地點之一。

## 戶外休憩活動
東龍洲上設有東龍島炮台特別地區，內有東龍洲炮台遺址；亦是漁農自然護理署的指定露營地點之一，最少可以容納20個四人露營單位。

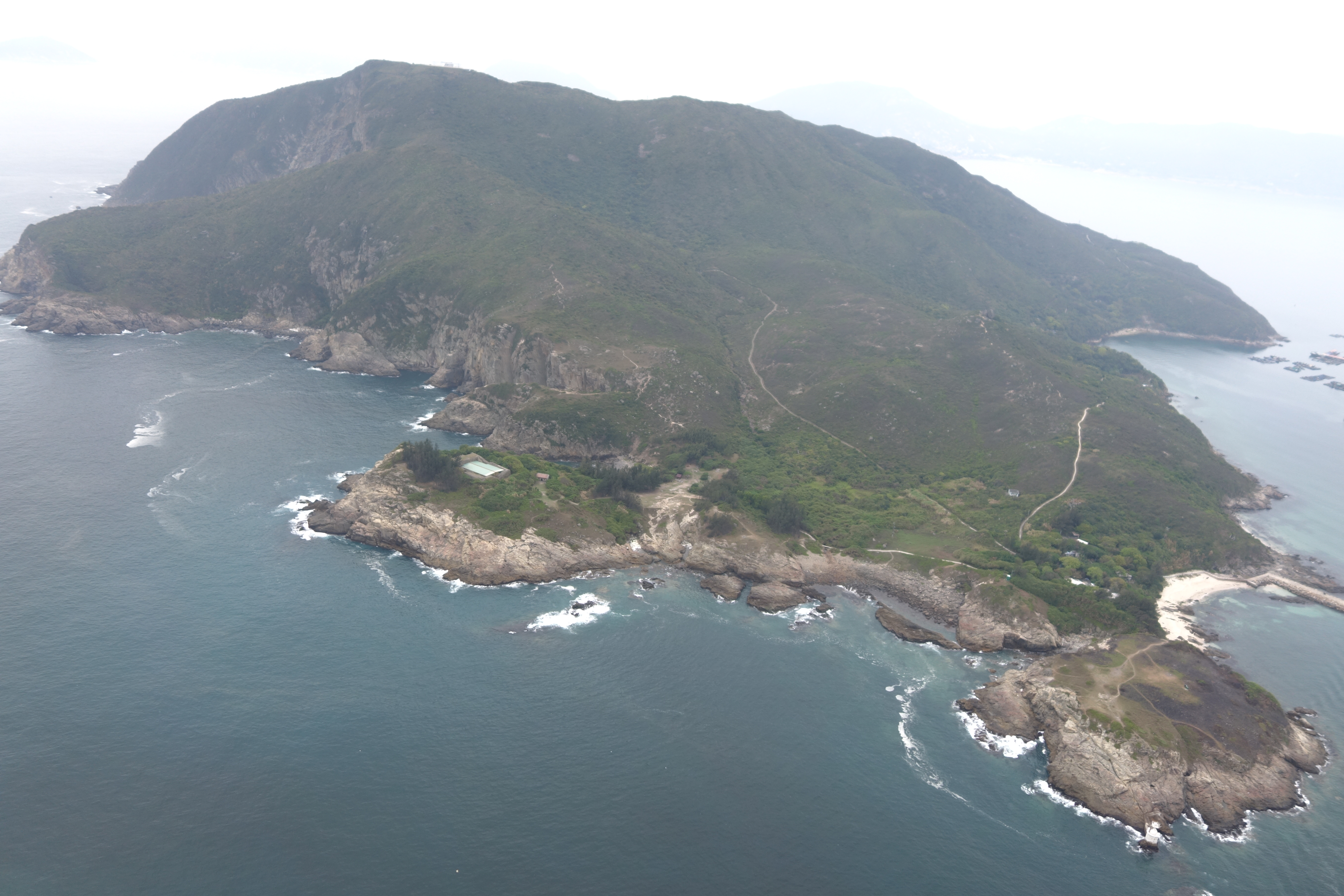
從東龍洲東北面眺望東龍洲
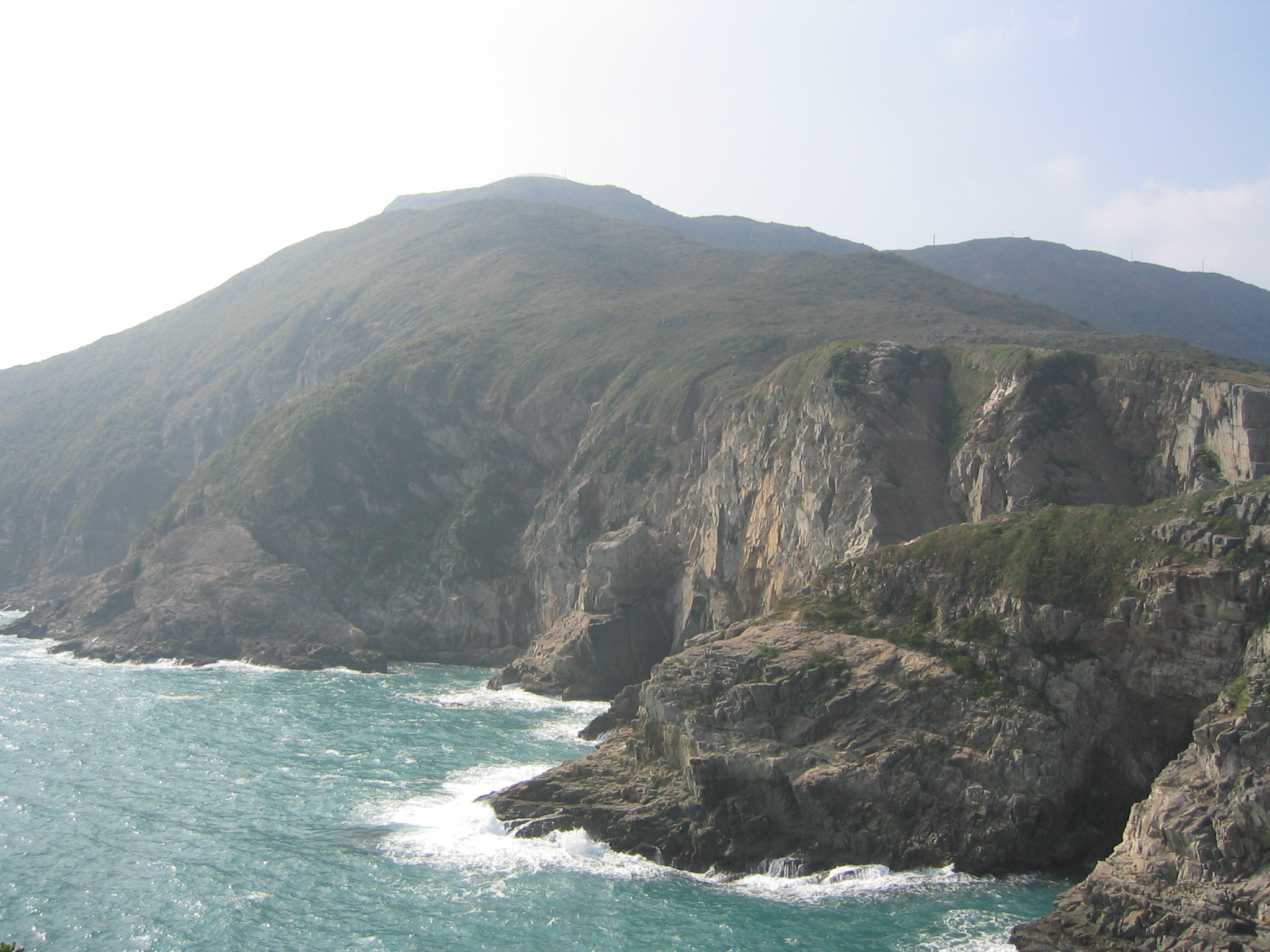
東龍洲東岸的懸崖
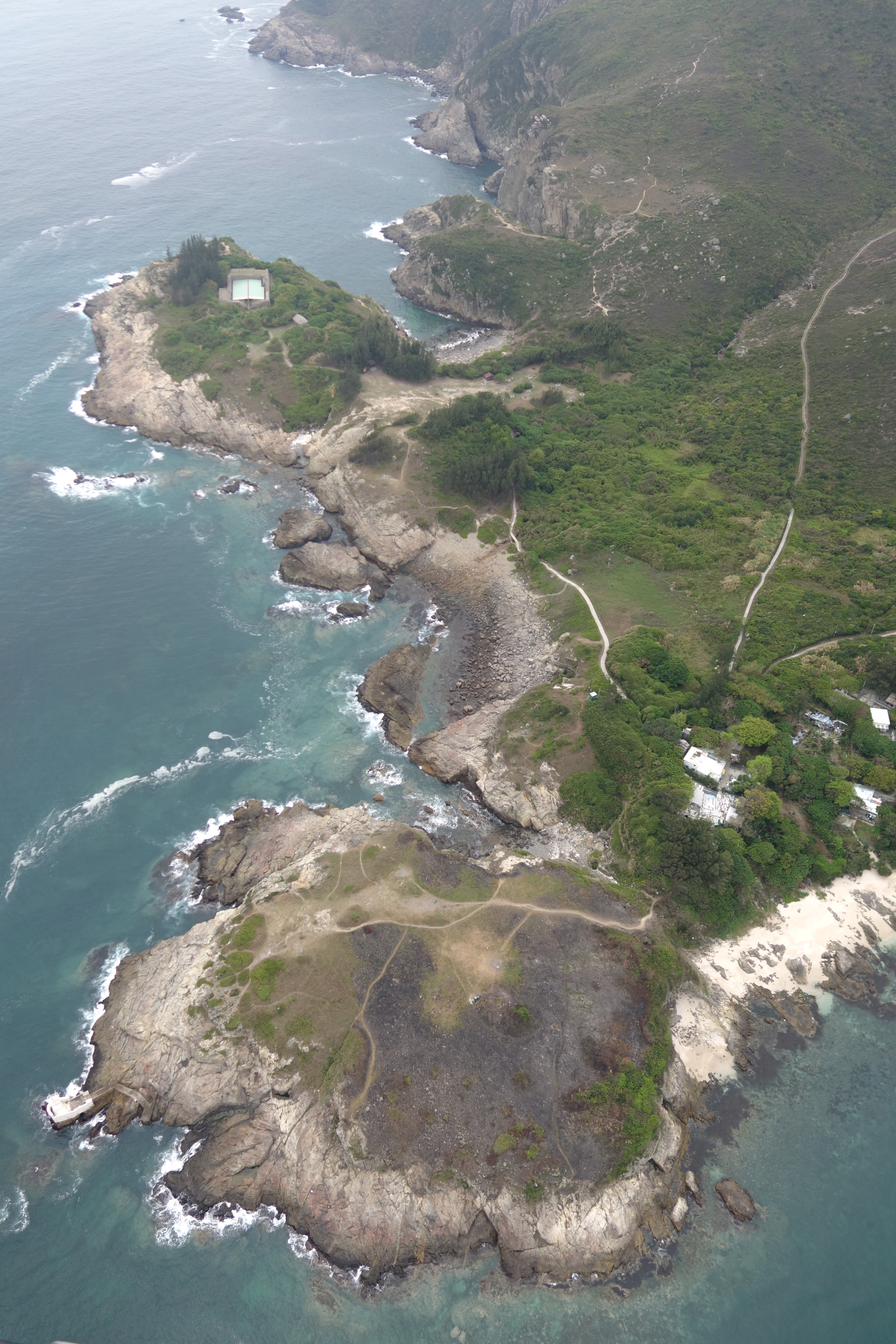
東北邊海岸線
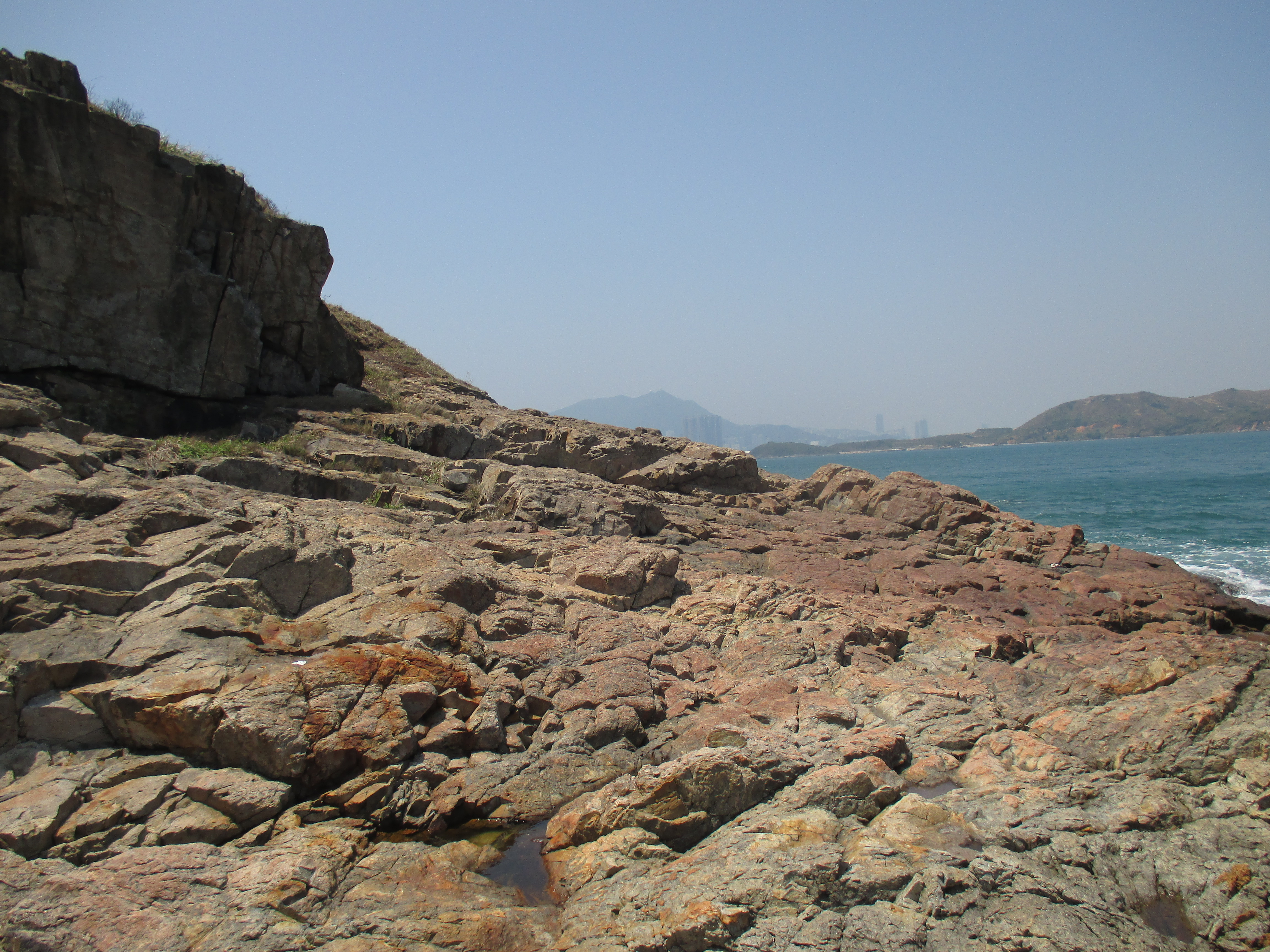
東龍洲的懸崖峭壁
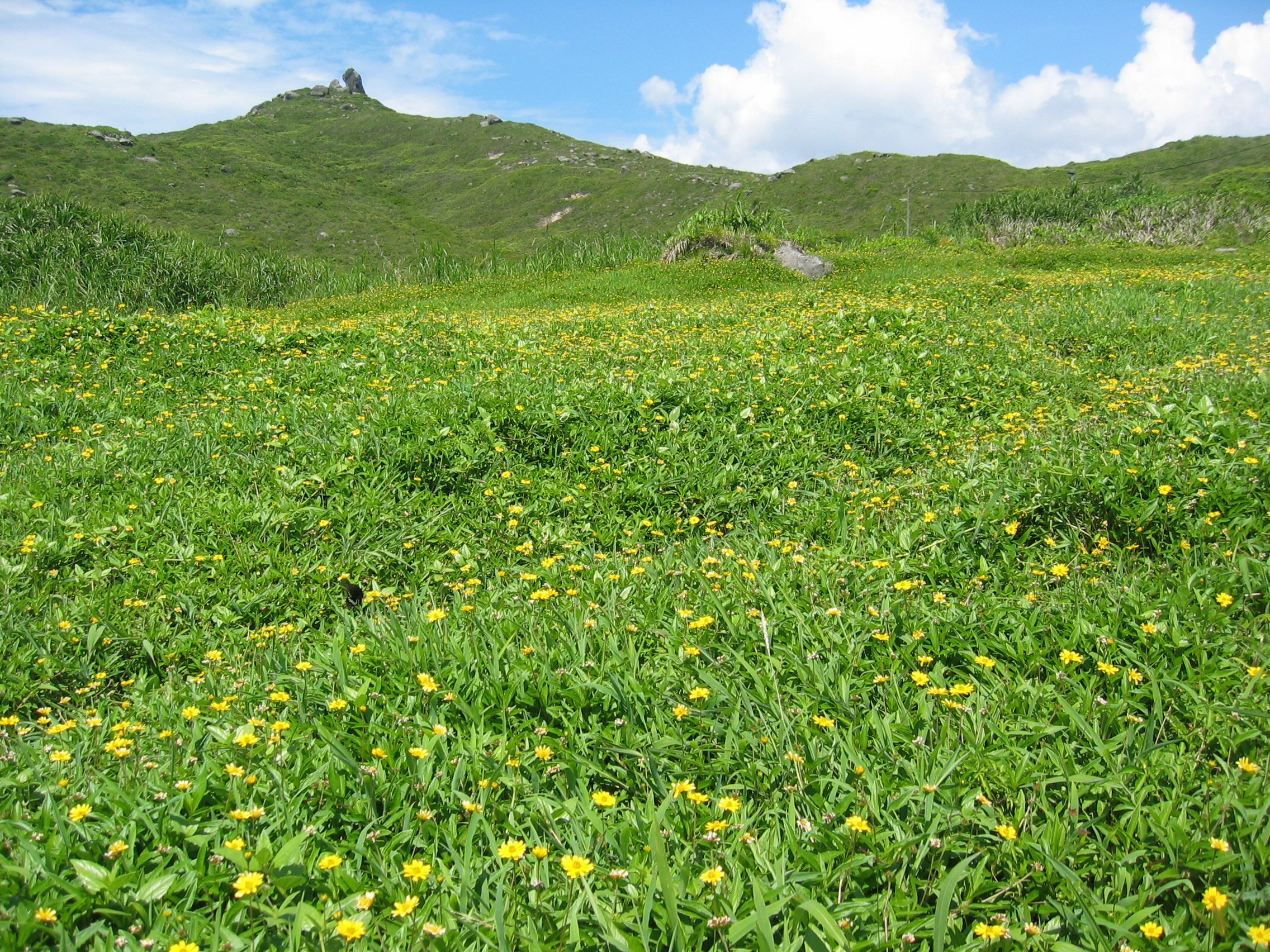
東龍洲的花海
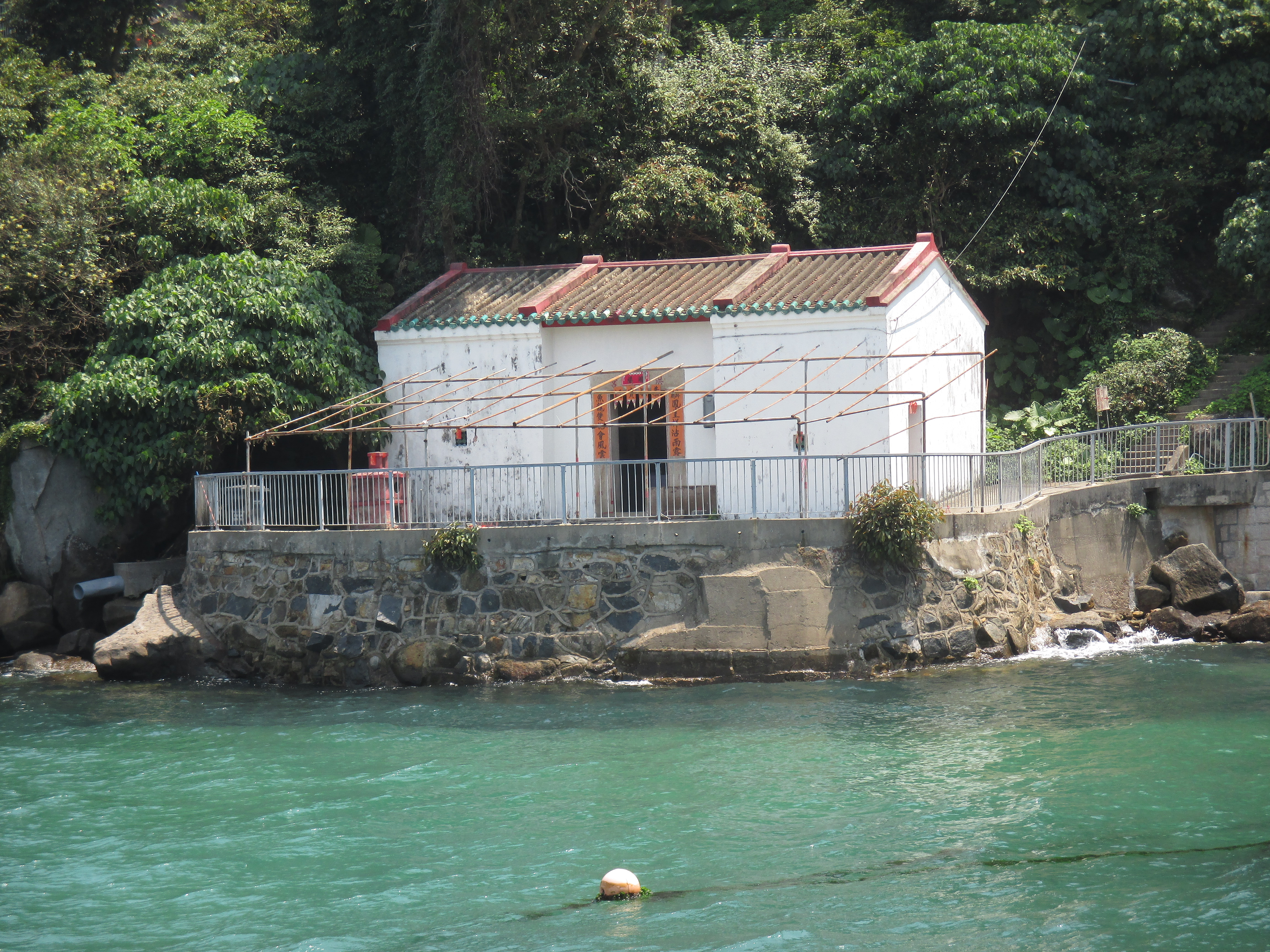
東龍洲洪聖宮

### 攀岩
東龍島是香港假日熱門的攀岩場地。
- Technical Wall
- Sea Gully Wall

## 交通
東龍洲對外公眾交通完全依靠渡輪，只在星期六、星期日及公眾假期提供日間服務。在救急需要等特殊情況下，可利用在南堂頂附近設有的直升機坪。
- 街渡：三家村至東龍洲，由珊瑚海船務營運[15]。
- 街渡：西灣河至東龍洲，由梁記街渡（碧海船務）接手營運[16]。

## 外部連結资源
- 珊瑚海船務 東龍島 （页面存档备份，存于）
- 香港考古學會:香港特區政府資助2015至2016年度東龍洲考古調查報告 （页面存档备份，存于）
- x東龍島：石刻．炮台．石塔（页面存档备份，存于）

22°14′51.5″N 114°17′15.5″E / 22.247639°N 114.287639°E